# خلیوت
خلیوت (به لاتین: Khlyut) یک منطقهٔ مسکونی در روسیه است که در داغستان واقع شده‌است.